# Talij
Talij (thalium) je kemijski element. Je težka, mehka kovina modrikasto-modre barve. Je zelo strupen, prav tako vse njegove spojine. Je zelo strupen za vodno okolje. Če pride v prehransko verigo, se kopiči v organizmih in tako povzroča trajno, povečujoče zastrupljanje.
NAHAJALIŠČE
- v bakrovem peščencu
PRIDOBIVANJE
- talij pridobivajo iz pirita ali bakrovega peščenca.
UPORABA
- talijeve(I) spojine so zelo strupene-včasih jih uporabljajo za uničevanje glodalcev. Tehnično pa talij še ni pomemben.
SPOJINE ELEMENTA
- talij se po značilnostih nekoliko razlikuje od galija in indija. Talijeve spojine so močno strupene. Imajo lastnosti spojin alkalijskih elementov in svinčevih ter srebrovih spojin. Tl(OH)3 je šibka baza. Kadar so anioni manj polarizabilni, so talijeve spojine podobne kalijevim. Da so prisotne talijeve spojine vemo po tem, če plamen obarvajo intenzivno zeleno.